# Palaospeum bessoni
Palaospeum bessoni is een slakkensoort uit de familie van de Moitessieriidae. De wetenschappelijke naam van de soort is voor het eerst geldig gepubliceerd in 1999 door Bernasconi.